# Loving the Alien (1983–1988)
Loving the Alien (1983–1988) is een boxset van de Britse muzikant David Bowie, uitgebracht in 2018. Het album bevat het werk dat Bowie tussen 1983 en 1988 uitbracht, wat commercieel gezien zijn beste periode was, en bestaat uit acht albums met elf cd's. Alle drie de studioalbums uit deze periode, te weten Let's Dance, Tonight en Never Let Me Down, zijn te vinden in deze boxset.
Exclusief bij de boxset zijn een nieuwe mix van Never Let Me Down onder de titel Never Let Me Down 2018, een eerder gepland maar geschrapt album genaamd Dance met 12"-versies van een aantal nummers, twee liveconcerten uit respectievelijk de Serious Moonlight- en Glass Spider-tournees, en Re:Call 4, een nieuwe compilatie van non-album singles, singleversies van nummers, B-kanten en nummers die zijn gemaakt voor de soundtracks van de films Labyrinth, Absolute Beginners en When the Wind Blows, dat is bedoeld als opvolger van Re:Call 1, Re:Call 2 en Re:Call 3 uit de vorige boxsets Five Years (1969-1973), Who Can I Be Now? (1974–1976) en A New Career in a New Town (1977–1982).

## Tracklist
- Alle nummers geschreven door Bowie, tenzij anders vermeld.

### Let's Dance
1. "Modern Love" – 4:48
2. "China Girl" (Bowie/Iggy Pop) – 5:34
3. "Let's Dance" – 7:38
4. "Without You" – 3:09
5. "Ricochet" – 5:14
6. "Criminal World" (Peter Godwin/Duncan Browne/Sean Lyons) – 4:25
7. "Cat People (Putting Out Fire)" (Bowie/Giorgio Moroder) – 5:10
8. "Shake It" – 3:52

### Serious Moonlight (Live '83)
1. "Look Back in Anger" (Bowie/Brian Eno) – 3:08
2. "Heroes" (Bowie/Eno) – 4:53
3. "What in the World" – 3:45
4. "Golden Years" – 3:32
5. "Fashion" – 2:43
6. "Let's Dance" – 4:34
7. "Breaking Glass" (Bowie/George Murray/Dennis Davis) – 3:00
8. "Life on Mars?" – 4:07
9. "Sorrow" (Bob Feldman/Jerry Goldstein/Richard Gottehrer) – 2:49
10. "Cat People (Putting Out Fire)" (Bowie/Moroder) – 4:21
11. "China Girl" (Bowie/Pop) – 5:27
12. "Scary Monsters (and Super Creeps)" – 3:43
13. "Rebel Rebel" – 2:24
14. "White Light/White Heat" (Lou Reed) – 5:36
15. "Station to Station" – 8:58
16. "Cracked Actor" – 3:58
17. "Ashes to Ashes" – 3:51
18. "Space Oddity" – 6:33
19. "Young Americans" – 5:25
20. "Fame" (Bowie/John Lennon/Carlos Alomar) – 5:36
21. "Modern Love" – 3:55

### Tonight
1. "Loving the Alien" – 7:13
2. "Don't Look Down" (Pop/James Williamson) – 4:11
3. "God Only Knows" (Brian Wilson/Tony Asher) – 3:09
4. "Tonight" (Bowie/Pop) – 3:45
5. "Neighborhood Threat" (Bowie/Pop/Ricky Gardiner) – 3:13
6. "Blue Jean" – 3:12
7. "Tumble and Twirl" (Bowie/Pop) – 4:59
8. "I Keep Forgettin'" (Leiber/Stoller) – 2:35
9. "Dancing with the Big Boys" (Bowie/Pop/Alomar) – 3:34

### Never Let Me Down
1. "Day-In Day-Out" – 5:39
2. "Time Will Crawl" – 4:20
3. "Beat of Your Drum" – 5:06
4. "Never Let Me Down" (Bowie/Alomar) – 4:05
5. "Zeroes" – 5:47
6. "Glass Spider" – 5:34
7. "Shining Star (Makin' My Love)" – 5:07
8. "New York's in Love" – 4:35
9. "87 and Cry" – 4:22
10. "Bang Bang" (Pop/Ivan Kral) – 4:30

### Never Let Me Down 2018
1. "Day-In Day-Out" – 5:27
2. "Time Will Crawl" – 4:26
3. "Beat of Your Drum" – 5:28
4. "Never Let Me Down" (Bowie/Alomar) – 4:26
5. "Zeroes" – 5:07
6. "Glass Spider" – 6:54
7. "Shining Star (Makin' My Love)" – 5:32
8. "New York's in Love" – 4:33
9. "87 and Cry" – 4:25
10. "Bang Bang" (Pop/Kral) – 4:43

### Glass Spider (Live Montreal '87)
1. "Up the Hill Backwards" – 3:52
2. "Glass Spider" – 5:56
3. "Day-In Day-Out" – 4:34
4. "Bang Bang" (Pop/Kral) – 4:02
5. "Absolute Beginners" – 7:09
6. "Loving the Alien" – 7:15
7. "China Girl" (Bowie/Pop) – 4:55
8. "Rebel Rebel" – 3:30
9. "Fashion" – 5:05
10. "Scary Monsters (and Super Creeps)" – 4:53
11. "All the Madmen" – 6:39
12. "Never Let Me Down" (Bowie/Alomar) – 3:56
13. "Big Brother" – 4:47
14. "87 and Cry" – 4:08
15. "Heroes" (Bowie/Eno) – 5:10
16. "Sons of the Silent Age" – 3:10
17. "Time Will Crawl" – 5:23
18. "Young Americans" – 5:07
19. "Beat of Your Drum" – 4:38
20. "The Jean Genie" – 5:23
21. "Let's Dance" – 5:02
22. "Fame" (Bowie/Lennon/Alomar) – 7:05
23. "Time" – 5:12
24. "Blue Jean" – 3:27
25. "Modern Love" – 4:53

### Dance
1. "Shake It (Remix aka Long Version)" – 5:22
2. "Blue Jean (Extended Dance Mix)" – 5:21
3. "Dancing with the Big Boys (Extended Dance Mix)" (Bowie/Pop/Alomar) – 7:31
4. "Tonight (Vocal Dance Mix)" (Bowie/Pop) – 4:31
5. "Don't Look Down (Extended Dance Mix)" (Pop/Williamson) – 4:55
6. "Loving the Alien (Extended Dub Mix)" – 7:15
7. "Tumble and Twirl (Extended Dance Mix)" (Bowie/Pop) – 5:06
8. "Underground (Extended Dance Mix)" – 7:54
9. "Day-In Day-Out (Groucho Mix)" – 6:28
10. "Time Will Crawl (Dance Crew Mix)" – 5:34
11. "Shining Star (Makin' My Love) (12" Mix)" – 6:28
12. "Never Let Me Down (Dub/Acapella)" (Bowie/Alomar) – 6:03

### Re:Call 4
1. "Let's Dance" (singleversie) – 4:10
2. "China Girl" (singleversie) (Bowie/Pop) – 4:17
3. "Modern Love" (singleversie) – 3:59
4. "This Is Not America" (met Pat Metheny Group) – 3:51
5. "Loving the Alien" (remix) – 4:44
6. "Don't Look Down" (remix) – 4:06
7. "Dancing in the Street" (met Mick Jagger) (Marvin Gaye/William "Mickey" Stevenson/Ivy Jo Hunter) – 3:12
8. "Absolute Beginners" – 8:04
9. "That's Motivation" – 4:19
10. "Volare" (Domenico Modugno/Franco Migliacci) – 3:16
11. "Labyrinth Opening Titles/Undergrond" (Bowie/Trevor Jones) – 3:20
12. "Magic Dance" – 4:14
13. "As the World Falls Down" – 4:51
14. "Within You" – 3:30
15. "Underground" – 5:58
16. "When the Wind Blows" (Bowie/Erdal Kızılçay) – 3:35
17. "Day-In Day-Out" (singleversie) – 4:14
18. "Julie" – 3:43
19. "Beat of Your Drum" (vinyl-albumedit) – 4:35
20. "Glass Spider" (vinyl-albumedit) – 4:57
21. "Shining Star (Makin' My Love)" (vinyl-albumedit) – 4:07
22. "New York's in Love" (vinyl-albumedit) – 3:59
23. "87 and Cry" (vinyl-albumedit) – 3:55
24. "Bang Bang" (vinyl-albumedit) (Pop/Kral) – 4:03
25. "Time Will Crawl" (singleversie) – 4:04
26. "Girls" (Bowie/Kızılçay) – 5:35
27. "Never Let Me Down" (7" remix) (Bowie/Alomar) – 4:00
28. "Bang Bang" (live) (Pop/Kral) – 4:08
29. "Tonight" (live met Tina Turner) (Bowie/Pop) – 4:20
30. "Let's Dance (live met Tina Turner) – 3:26